# Campionati del mondo di ciclismo su pista 2017 - Americana maschile
La gara di madison maschile ai Campionati del mondo di ciclismo su pista 2017 si è svolta il 16 aprile 2017.

## Risultati
| Posizione | Nome                              | Nazione     | Punti | Giri persi |
| --------- | --------------------------------- | ----------- | ----- | ---------- |
| 1         | Morgan Kneisky Benjamin Thomas    | Francia     | 45    |            |
| 2         | Cameron Meyer Callum Scotson      | Australia   | 41    |            |
| 3         | Moreno De Pauw Kenny De Ketele    | Belgio      | 32    |            |
| 4         | Niklas Larsen Casper von Folsach  | Danimarca   | 22    |            |
| 5         | Tristan Marguet Claudio Imhof     | Svizzera    | 12    |            |
| 6         | Felix English Mark Downey         | Irlanda     | 12    |            |
| 7         | Albert Torres Sebastián Mora      | Spagna      | 11    | −1         |
| 8         | Wim Stroetinga Yoeri Havik        | Paesi Bassi | 5     |            |
| 9         | Theo Reinhardt Henning Bommel     | Germania    | −15   | −1         |
| 10        | Liam Bertazzo Simone Consonni     | Italia      | −16   | −1         |
| 11        | Alan Banaszek Daniel Staniszewski | Polonia     | −35   | −2         |
| 12        | Jiří Hochmann Martin Bláha        | Rep. Ceca   | −39   | −2         |
| –         | Mark Stewart Oliver Wood          | Regno Unito | DNF   | DNF        |
| –         | Andreas Müller Andreas Graf       | Austria     | DNF   | DNF        |
| –         | Leung Ka Yu Leung Chun Wing       | Hong Kong   | DNF   | DNF        |